# Klimazonalne vegetacijske zajednice
Klimazonalna ili samo zonalna vegetacija predstavlja tip potencijalne vegetacije.
Biljke rastu u raznovrsnim prirodnim uvjetima i tako stvaraju mnoštvo raznolikih flornih elemenata i njihovih vegetacijskih zajednica. Flora je skup biljnih vrsta, dok je vegetacija sveukupni biljni pokrivač nekog kraja. Postoje krajevi siromašni vegetacijom, ali s raznovrsnom florom npr. Središnja Azija, i obrnuto, krajevi s malobrojnom florom, ali s bogatom vegetacijom npr. Novi Zeland. Stanište biljaka sreću se od bogatih tropskih šuma, preko pustinja, planina i najhladnijih polarnih predjela pa sve do granice svjetlosti u morima.
Na razvitak i rasprostranjenost biljnog svijeta utječe mnoštvo abiotskih (neživih) i biotskih (životnih) činitelja. Među abiotskima najvažniji su klimatski, edafski (tlo), hidrografski, reljefni i geološki, a od biotskih uzajamni utjecaj biljnog i životinjskog svijeta te čovjeka.

## Konačne ili klimatogene zajednice
Konačne ili klimatogene zajednice su najbolje prilagođene sadašnjim životnim uvjetima u nekom prostoru. Takva klimatogena vegetacijska zajednica je prirodni element određenog geografskog područja (pojasa), ona svojim značajkama ujedno održava životne prilike dotičnog geoprostora.
Klimatski utjecaj očituje se najjače u okomitom i vodoravnom raščlanjenu biljnog pokrova. Kada bi površina zemlje bila ravna i kada na klimu ne bi utjecao raspored kopna i mora, biljni bi pokrov na površini Zemlje bio raspoređen u pravilnim pojasevima od ekvatora do pola. Smjenjivale bi se klimavegetacijske zajednice, od vlažnih tropskih šuma oko ekvatora sve do tundra u subpolarnim područjima. Takva raspodjela vegetacijskih zajednica nije moguća.

## Azonalne vegetacijske zajednice
Azonalne vegetacijske zajednice nisu raspoređene u pojasnom redoslijedu, već su uglavnom izdvojene. Vežu se uglavnom uz planinske predjele (visina kao modifikator geografske širine). Azonalna vegetacija nema svoj vegetacijski pojas ali može se javiti u okviru bilo koje vegetacijske zone.